# Antonio Romero Ruiz
Antonio Romero Ruiz (Humilladero, Málaga, 1955-Antequera, Málaga, 29 de noviembre de 2024) fue un político español de Izquierda Unida. Ocupó diversos puestos institucionales entre los que destacó su labor como diputado en el Congreso, en el Parlamento de Andalucía y su candidatura a la alcaldía de Málaga.

## Biografía
Nació en el seno de una familia numerosa en la localidad malagueña de Humilladero. A los catorce años se vio obligado a dejar los estudios para trabajar en el campo, debiendo ir varias temporadas a Francia. En 1972 se afilió al Partido Comunista de España (PCE), fuerza política que todavía estaba en la clandestinidad. También se afilió a Comisiones Obreras (CCOO), donde fue nombrado Secretario General del Campo en Andalucía. En 1978 fue elegido miembro del Comité Central del PCE, siendo el más joven del órgano.
Desde 1982 a 1989 se desempeñó como diputado en el Parlamento de Andalucía, donde fue elegido como representante en el Senado. En 1989 dio el salto a la política nacional siendo elegido como diputado en las cortes. Durante su época de diputado representó a la línea dura de Izquierda Unida (IU) en las relaciones con el PSOE, haciendo duras intervenciones sobre los GAL, el Caso Roldán o los ejércitos secretos de la OTAN al estallar el escándalo de la Operación Gladio, así como defendiendo firmemente el federalismo y la jornada laboral de 35 horas.
En 1995 fue presentado como candidato a la alcaldía de Málaga, obteniendo excelentes resultados al colocar a IU como segunda fuerza política en Málaga, por delante del entonces gobernante PSOE local. Los resultados de las elecciones posibilitaban un pacto entre el PSOE e IU para elegir a Antonio Romero como alcalde de Málaga. Tras múltiples negociaciones, el PSOE adoptó la polémica decisión de no apoyar a IU, permitiendo que Celia Villalobos, del PP, gobernase la ciudad. Tras estos hechos, Antonio Romero declaró sentirse el alcalde moral de Málaga, apelativo que todavía hoy suele utilizar la prensa malacitana.
En 1997 fue nombrado coordinador general de IULV-CA y presentado como candidato a la presidencia de la Junta de Andalucía, siendo desde entonces diputado en el Parlamento de Andalucía por la provincia de Málaga.
Desde 2005 hasta 2010 ocupó el cargo de secretario político del Partido Comunista de Andalucía (PCA) en Málaga.
En las elecciones autonómicas de Andalucía del 2008, abandonó su puesto de diputado, siendo sustituido por el coordinador provincial de IULV-CA en Málaga José Antonio Castro.
Como él mismo supo afirmar, también «hay vida más allá de las instituciones» y, al dejar la política institucional, siguió trabajando en la organización de IU.
Retirado de la primera línea política, emprendió desde su residencia en Humilladero una intensa actividad como escritor con diferentes publicaciones sobre temas políticos y en torno a su gran afición, los galgos.

## Publicaciones
- Por qué no me callo. Cartas Políticas (2008); El libro es una recopilación de misivas dirigidas a Zapatero, Aznar, Javier Arenas, Manuel Chaves, los obispos del sur, la opinión pública, Fidel Castro, etc., en las que Antonio Romero disecciona con datos y meridiana claridad asuntos clave en la política andaluza, española e internacional.[5] Vio una segunda edición en febrero de 2009.
- Costa Nostra. Las mafias en la Costa del Sol, junto al periodista Miguel Díaz Becerra (2009)[6]
- El gran libro de los galgos (Grupo Almuzara, 2010)[7]
- Los siete galgueros de Écija (Federación Andaluza de Galgos, 2012)
- Memorias de Antonio Romero. Un jornalero en los secretos de Estado, junto a Esperanza Peláez (Grupo Almuzara, 2013).[8]
- La alegría que viene. Por la apertura de un nuevo Proceso Constituyente en España, con prólogo de Alberto Garzón (El gato rojo Ediciones, 2013)
- Cartas Andaluzas junto a la compañera Keila Fernández, con prólogo de José Chamizo (Editorial Atrapasueños, 2015)
- La perdiz con reclamo en la Espara rural y urbana, junto a Antonio Gallardo Romero (Editorial Exlibric, 2017)[9]